# Савіоя (Міссо)
Савіоя (ест. Savioja) — село в Естонії, входить до складу волості Міссо, повіту Вирумаа.